# Neodontopyge hauseri
Neodontopyge hauseri är en mångfotingart som beskrevs av Demange och Jean-Paul Mauriès 1975. Neodontopyge hauseri ingår i släktet Neodontopyge och familjen Odontopygidae. Inga underarter finns listade i Catalogue of Life.